# バンク・オブ・ニューヨーク・メロン

イギリス、日本。

アメリカ（2024年6月）。

バンク・オブ・ニューヨーク・メロン（The Bank of New York Mellon Corporation、NYSE: BK）は、2007年7月1日にバンク・オブ・ニューヨーク（BONY/ニューヨーク銀行）とメロン・フィナンシャル（メロンバンク/メロン銀行）の合併で誕生した金融機関である。バンクといっても、年金運用やクリアリング・カストディアンといった信託業務および上場投資信託や合同運用信託といった投資信託を主力とする。メロン財閥の中核事業として、シャドー・バンキング・システムの国際展開を支えている。
2017年7月、チャールズ・シャーフ（Charles Scharf）が社長となった。2018年1月から会長も兼ねている。シャーフは2012年にVisaへ移るまで、JPモルガン・チェースで小口金融部門やプライベート・エクイティ部門を率いていた（次期社長候補）。
米国においては2024年6月、企業ブランド名をBNYに簡素化することが発表された。BNYメロン・インベストメント・マネジメントはBNYインベストメンツ、BNYメロン・ウェルス・マネジメントはBNYウェルスに、BNYメロン・パーシングはBNYパーシングに短縮された
。

## 概説
バンク・オブ・ニューヨーク・メロン（BNYメロン）は、アメリカ合衆国で大手の金融持株会社である。受託資産は1兆3000億ドルにおよぶ。36か国に事務所をもち、47800人の従業員が世界中の100もある市場で働いている。ファンドの会計運営、ミューチュアル・ファンドの代理派遣業、証券貸出、および証券のパフォーマンス分析等を手広く行っている。
ユーロクリアの中核事業がユーロクリア・バンクという名称をしているにもかかわらず、国際的なクリアリングや世界中の機関投資家を巻き込んだ上場投資信託市場開発を平常運転しているように、BNYメロンもシャドー・バンキング・システムの国際展開を支える金融サービスを全般的にカバーする。中華人民共和国は世界貿易機関に加盟してから外貨準備を証券化して国内の人民元を氾濫させていた。これは中国を機関化する妨げとなるばかりか、世界金融危機とその後遺症による国際経済のドル不足を長期化させる原因ともなっていた。そこで、満期の到来していることもあり、担保としての外貨準備を実行するにおよんで、人民元を貸していた機関投資家は中国政府の資産構成を変えることになった。BNYメロンはOD05の分散先としてBONYT JAを提供した。ポートフォリオの再構築がすむと、外貨準備は実行が進んで残高をみるみる減らしていった。
バンク・オブ・ニューヨークとメロン・フィナンシャルは、ともにニューヨーク証券取引所に上場していたが、バンク・オブ・ニューヨークのストックシンボルであるBKが存続となった。かつての本社ビルである1 ウォール・ストリート（旧バンク・オブ・ニューヨーク・ビルディング）は2014年に売却された。現在は、225リバティ・ストリート（225 Liberty Street）に本部を置いている。
2015年8月、中東諸国官僚の親戚を雇った贈賄により1500万ドルの罰金を払うことになった。

## 世界年金危機
BNYメロンは金融危機にあって新興市場の開拓に取り組んだ。2008年1月にアークス（ARX Capital Management）を買収した。28億ドル超の受託資産をかかえる、ブラジルのヘッジファンドであった。BNYメロン資産運用部門の社長ロナルド（Ronald Philip O'Hanley）は、投資家向けに、ロシアとインドにも機会を探していると説明した。BNYメロン会長のケリー（Robert P. Kelly）は、危機の深刻さを承知しているが、しかしBNYメロンが世界拡大する機会でもあると述べた。BNYメロンは2008年2月にグローバルなコルレスバンク（Remit Worldwide）を設立した。銀行間取引市場をエマージング・マーケットにまで拡大する計画がスタートしたのである。ここへ中国工商銀行が参加することになる。
2008年10月、BNYメロンは事業拡大の資金を特大の民事再生プログラム（Troubled Asset Relief Program）から得た（30億ドル）。2009年8月、BNYメロンはロイズ・バンキング・グループからインサイト（Insight Investment）なる投資ファンドを買収した。インサイトは1兆ドルを超える受託資産を債務主導投資（LDI）で運用していた。債務主導投資は年金債務に着目する投資戦略である。この考え方は、かつて日本の金融ビッグバンに最盛期をもたらした。企業年金を運用していた天下りや国内生保の信用を失墜させ、外資系投資顧問会社を進出させた。さらに浮動株を量産して海外機関投資家に買収させたのである。一人っ子政策のつけがまわり高齢化している中国を機関化するのに、債務主導投資に特化したファンドはうってつけであった。これを手に入れた8月に、中国工商銀行はコルレス網に組み込まれ、BNYメロンは30億ドルを12％の利子付で返した。
2014年夏、ブラジル郵政職員の年金基金ポスタリス（Postalis）は、アルゼンチンのデフォルトに関連し、投資口座の1つで約1億9000万レアル（約85億円）の損失を被る可能性があると明らかにした。BNYメロンのブラジル部門が運営する同投資口座の資産総額は、評価損の計上前で3億8400万レアル。ポスタリスは短絡的な追及を控えていた。
2018年1月、ポスタリスの巨額損失は警察沙汰に発展、ブラジル当局がBNYメロンに対して82億レアル（25.6億ドル相当）を返還するよう求めた。リスクをモニターできていなかったことが理由であったが、一方でポスタリスがBNYメロンを訴追した理由は1月の段階で言及されなかった。2月1日、ブラジルの連邦裁判所がBNYメロンのブラジル部門幹部（José Carlos Xavier de Oliveira）に対する逮捕令状を出した。さらに、ブラジル開発銀行CEO（Paulo Rabello de Castro）が連邦警察本部での取調べを受けた。警察は令状の交付を受けた日に、60億レアルにものぼる横領の疑いを確かめる調査の一環として、（現場に向けて）数え切れないほどの令状を送達した。容疑者の実名は公表しなかったが、しかしポスタリスのファンド・マネージャー、同社幹部および関連会社への追及を視野に入れているとのことであった。実はすでに去年以来、横領からポスタリスを守るべく政府が運用を担っている。

## 証券化と訴訟
2009年12月、BNYメロンがポーツマス・フィナンシャル・システムズ（2006年設立）という証券化ストラクチャーの分析・構築ビジネスを買収した。2010年2月、メロン・フィナンシャルが14年前にCIBCと共同出資で設立した、機関投資家向けの信託事業を買収した（CIBC Mellon）。2010年7月、BNYメロンは地元ピッツバーグのPNC（現第二合衆国銀行）から投資ファンドを買収した（Global Investment Servicing Inc.）。こうしたシャドー・バンキングは、ドッド・フランク法が一定の歯止めをかけることになった。しかし国外はその限りでなかった。2010年7月、BNYメロンは中国の西部証券と合弁で基金を設立した。西部証券は陝西省電力建設投資開発公司の子会社であり、西部大開発ビジネスである。2010年8月BNYメロンは、BHF銀行（BHF Bank）からCIBCメロンのような信託事業を買収しおわった（BHF Asset Servicing）。2010年9月、ロシア資金洗浄問題で司法当局と和解した。
2011年2月、バータス・インベストメント・パートナーズ（Virtus Investment Partners）がBNYアセット・サービシングを同ファンドの代理人として採用した。2011年5月BNYメロンは、メディカル・キャピタルというポンジ・スキームに与した13のブローカー・ディーラーを訴えたことを発表した。ウェルズ・ファーゴも被害者として訴え出た。なお、バーナード・L・マドフは原告と関係がない。2011年9月、ケリー会長が引退、ハッセル（Gerald Hassell）が引き継いだ。2011年10月、ニューヨーク州がBNYメロンを外為取引で訴えた。市の労働者退職年金とニューヨーク州立大学をふくむ顧客から、詐欺的な料金システムで20億ドルの手数料をせしめたと主張、全額の返還を求めたのである。事実関係は10年以上にわたり争われたが、BNYメロンは事実無根を貫き通した。宗教団体（Knights of Columbus）も住宅ローンをふくむ18の信託基金についてBNYメロンを訴えていた。2011年11月、USバンク（U.S. Bancorp）がモーゲージ記録の管理が悪いとしてBNYメロンを訴えた。2011年12月、BNYメロンは外為取引を売り込むために行った粉飾決算で訴えられた。
2012年2月、BNYメロン幹部をフィデリティ・インベストメンツが製品開発に雇用した。2012年6月、メロンに手数料を操作されてフィデリティは株主に損害を出した。2012年11月、フィデリティはメロンに外国為替相場の調整を働きかけた。
2015年3月BNYメロンは、同行が10年以上にわたって外為取引で顧客を欺いたとして米政府とニューヨーク州が起こした訴訟と証券取引委員会（SEC）などの調査を決着させるため、連邦裁判所の認可を得て7億1400万ドルを支払うことで和解合意した。SECの調査はJPモルガンやシティグループの外為操作容疑とは切り離して行われていた。本件における和解により、マンハッタンの連邦地検のプリート・バラーラ（Preet Bharara）検事正とニューヨーク州のシュナイダーマン（Eric Schneiderman）司法長官が提起した民事訴訟のほか、SECおよび労働省が進めている調査と、顧客が起こした集団訴訟が決着した。司法省とニューヨーク州はそれぞれ1億6750万ドルを受け取った。労働省は1400万ドル、SECは3000万ドルを徴収。また顧客が起こした集団訴訟の決着で同行は3億3500万ドル支払った。なお、同様のケースでステート・ストリートが2009年に起訴されている。
2015年8月、連邦預金保険公社がBNYメロンを不動産担保証券（MBS）による損害で訴えた。公社はテキサスのギャランティ銀行（Guaranty Bank）が倒産して保険金を払っていたが、同行は2010年3月にMBSを売り払ったとき4.4億ドル以上の損害を出していた。BNYメロンは、ベア・スターンズがMBSを発行するとき12もの特別目的信託会社に関わった。

## 外国との関わり

### 日本
日本法人は「BNYメロン・インベストメント・マネジメント・ジャパン株式会社」の名称のままで、東京都千代田区の丸の内トラストタワー本館にある。代表は2024年9月から榊原正章。ロンドンのBNYメロン・インベストメント・マネジメント（APAC）ホールディングスの100％子会社となっている。
日本のペンタブレット市場を寡占するワコムに出資している。

### ドイツ
ドイツにおいては、コメルツ銀行とドイツ銀行の株主となっている。コメルツ銀行は2015年、住宅ローン問題を抱え、バンク・オブ・ニューヨーク・メロンに民事訴訟を提起した。